# Communauté de communes des Montagnes du Giffre
La communauté de communes des Montagnes du Giffre est une communauté de communes française du département de la Haute-Savoie.

## Géographie
La communauté de communes se situe entre le Faucigny, le Massif du Chablais et le Grand Massif, au cœur de la Vallée du Giffre jusqu'au Cirque du Fer-à-Cheval. Les communes adhérentes font partie des domaines skiables de Grand Massif et des Praz de Lys - Sommand. Son altitude varie entre 520 mètres à Châtillon-sur-Cluses et 3 098 mètres (Mont Buet) sur la commune de Sixt-Fer-à-Cheval.

## Histoire
La communauté de communes des Montagnes du Giffre est créée par arrêté préfectoral du 18 octobre 2012. 

## Composition
La communauté de communes est composée des 8 communes suivantes :

| Nom                  | Code Insee | Gentilé       | Superficie (km2) | Population (dernière pop. légale) | Densité (hab./km2) |
| -------------------- | ---------- | ------------- | ---------------- | --------------------------------- | ------------------ |
| Taninges (siège)     | 74276      | Jacquemards   | 42,66            | 3 501 (2022)                      | 82                 |
| Châtillon-sur-Cluses | 74064      | Cassandrins   | 9,18             | 1 215 (2022)                      | 132                |
| Mieussy              | 74183      | Mieusserands  | 44,45            | 2 521 (2022)                      | 57                 |
| Morillon             | 74190      | Morillonnais  | 14,51            | 694 (2022)                        | 48                 |
| La Rivière-Enverse   | 74223      | Riverots      | 7,98             | 490 (2022)                        | 61                 |
| Samoëns              | 74258      | Septimontains | 97,29            | 2 193 (2022)                      | 23                 |
| Sixt-Fer-à-Cheval    | 74273      | Sizerets      | 119,07           | 728 (2022)                        | 6,1                |
| Verchaix             | 74294      | Lhottis       | 15,89            | 794 (2022)                        | 50                 |

## Démographie

### Population
| 1968  | 1975  | 1982  | 1990  | 1999   | 2010   | 2013   |
| ----- | ----- | ----- | ----- | ------ | ------ | ------ |
| 6 817 | 7 419 | 8 175 | 9 114 | 10 424 | 11 478 | 11 683 |

### Pyramide des âges
| Hommes | Classe d’âge | Femmes |
| ------ | ------------ | ------ |
| 0,3    | 90 ans ou +  | 0,9    |
| 5,5    | 75 à 89 ans  | 7,7    |
| 12,6   | 60 à 74 ans  | 13,3   |
| 20,3   | 45 à 59 ans  | 20,4   |
| 22,8   | 30 à 44 ans  | 22,2   |
| 18,7   | 15 à 29 ans  | 16,8   |
| 20,2   | 0 à 14 ans   | 18,7   |

## Politique et administration

### Statut
Le regroupement de communes a pris la forme d’une communauté de communes. L’intercommunalité est enregistrée au répertoire des entreprises sous le code SIREN 200 034 098. Son activité est enregistrée sous le code APE 8411Z

### Tendances politiques
| Commune              | Maire                    | Nuance politique | Nuance politique |
| -------------------- | ------------------------ | ---------------- | ---------------- |
| Châtillon-sur-Cluses | Cyril Cathelineau        |                  |                  |
| La Rivière-Enverse   | Eric Anthoine            |                  | SE               |
| Mieussy              | Régis Forestier          |                  | DVD              |
| Morillon             | Alain Dénériaz           |                  | SE               |
| Samoëns              | Jean-Jacques Grandcollot |                  | LR               |
| Sixt-Fer-à-Cheval    | Stéphane Bouvet          |                  | SE               |
| Taninges             | Yves Laurat              |                  | DVG              |
| Verchaix             | Joël Vaudey              |                  | SE               |

### Liste des présidents
| Période                                  | Période  | Identité                 | Étiquette | Qualité                    |
| ---------------------------------------- | -------- | ------------------------ | --------- | -------------------------- |
| 2012                                     | 2014     | Jean-Jacques Grandcollot | UMP       | Maire de Samoëns           |
| 2014                                     | En cours | Stéphane Bouvet          | SE        | Maire de Sixt-Fer-à-Cheval |
| Les données manquantes sont à compléter. |          |                          |           |                            |

### Conseil communautaire
À la suite de la réforme des collectivités territoriales de 2013, les conseillers communautaires dans les communes de plus de 1 000 habitants sont élus au suffrage universel direct en même temps que les conseillers municipaux. Dans les communes de moins de 1 000 habitants, les conseillers communautaires seront désignés parmi le conseil municipal élu dans l'ordre du tableau des conseillers municipaux en commençant par le maire puis les adjoints et enfin les conseillers municipaux. Les règles de composition des conseils communautaires ayant changé, celui-ci comptera à partir de mars 2014 vingt-huit conseillers communautaires qui sont répartis selon la démographie : 
| Nombre de délégués | Communes                                                                          |
| ------------------ | --------------------------------------------------------------------------------- |
| 5                  | Taninges                                                                          |
| 4                  | Mieussy et Samoëns                                                                |
| 3                  | Châtillon-sur-Cluses, La Rivière-Enverse, Morillon, Sixt-Fer-à-Cheval et Verchaix |

### Bureau
Le conseil communautaire est composé de 28 membres qui élisent un président et 7 vice-présidents. Ces derniers, avec d'autres membres du conseil communautaire, constituent le bureau. Le conseil communautaire délègue une partie de ses compétences au bureau et au président. 
| Nom               | Fonction           | Qualité                       |
| ----------------- | ------------------ | ----------------------------- |
| Stéphane Bouvet   | Président          | Maire de Sixt-Fer-à-Cheval    |
| Gilles Peguet     | 1er Vice-président | Maire de Taninges             |
| Joël Vaudey       | 2e Vice-président  | Maire de Verchaix             |
| Régis Forestier   | 3e Vice-président  | Maire de Mieussy              |
| Yves Brunot       | 4e Vice-président  | Maire adjoint de Samoëns      |
| Sylvie Andres     | 5e Vice-président  | Maire de La Rivière-Enverse   |
| Martin Girat      | 6e Vice-président  | Maire adjoint de Morillon     |
| Cyril cathelineau | 7e Vice-président  | Maire de Châtillon-sur-Cluses |

### Compétences
La communauté de communes exerce deux compétences obligatoires intéressant l'ensemble de la communauté  que sont :
- Les actions de développement économique
- L’aménagement du territoire

Elle exerce également des compétences « optionnelles » que sont :
- La protection et mise en valeur de l'environnement (comme la lutte contre les décharges sauvages, valorisation des déchets ménagers, balisage et entretien des sentiers, etc.)
- La création ou aménagement et entretien de voirie d'intérêt communautaire (l’entretien des voies communales, curage des fossés, salage, etc.)
- La construction, entretien et fonctionnement d’équipements culturels et sportifs et d’équipements de l’enseignement préélémentaire et élémentaire
- La politique du logement et du cadre de vie (comme le soutien aux logements sociaux)
- Les actions sociales

Et enfin des compétences « facultatives », que sont la gestion des transports publics (transports scolaires, TAD, etc.)

### Identité visuelle
| Blason à dessiner | La Communauté de communes des Montagnes du Giffre s’est dotée d’un nouveau logotype en 2017. A droite l'ancien logotype de la Communauté de communes. | Ancien logotype de la Communauté de communes des Montagnes du Giffre. |

## Pour approfondir